# Motihalli, Chiknayakanhalli
Motihalli là một làng thuộc tehsil Chiknayakanhalli, huyện Tumkur, bang Karnataka, Ấn Độ.